# Schenkendöbern
Schenkendöbern là một đô thị thuộc huyện Spree-Neiße, bang Brandenburg, Đức. Đô thị Schenkendöbern có diện tích 213,89 km², dân số thời điểm 31 tháng 12 năm 2006 là 4198 người.